# Nasrin Kadri
Pour les articles homonymes, voir Kadri.
Nasrin Kadri (en arabe : نسرين قادري, en hébreu : נסרין קדרי), ou Nasreen, née le 2 septembre 1986, est une chanteuse israélo-arabe de musique traditionnelle du Moyen-Orient et de musique mizrahi. Kadri, convertie au judaïsme, chante principalement en hébreu mais interprète également des chansons arabes, dont celles d'Oum Kalthoum

## Biographie
Nasrin Kadri naît à Haïfa, en Israël, de parents arabes musulmans. Son père est chauffeur de taxi et sa mère infirmière. Elle est élevée à Lod,. Elle a été en couple avec le musicien juif Aviezer Ben Moha pendant environ 10 ans. Elle commença le processus de conversion au judaïsme,, en vue de leur mariage. En juillet 2017, ils se fiancent et en septembre de la même année, ils ont rompu et ont donc annulé le mariage. 
Elle termina sa conversion au judaïsme en 2018 et pris le prénom hébreu "Bracha" (ברכה), qui signifie "bénédiction". Cependant, sa conversion n'est pas reconnue par le grand rabbinat ou le ministère de l’Intérieur car elle fut effectuée par un rabbin indépendant des autorités. Car pour certains juifs très respectueux des principes religieux, une femme ne doit pas chanter en public, c’est pour cette raison que Nasrin s’est tournée vers un rabbin indépendant des autorités, car ce dernier tolérait qu’elle puisse continuer sa carrière.   

## Carrière musicale
En 2011, après avoir chanté pendant des années dans de petits clubs et bars, elle gagne le concours à la télévision Eyal Golan Is Calling You,,,. Son premier album sort en 2014. 
En 2017, elle est invitée par la ministre israélienne de la Culture Miri Regev à se produire à la piscine du Sultan à Jérusalem, lors d'une cérémonie marquant Yom HaZikaron, le Jour du souvenir israélien. En juillet, elle chante avec Radiohead lorsque le groupe se produisit en Israël. 
Le 4 septembre 2018, elle sort son troisième album Learning to Walk. La même année, elle réenregistre la chanson "Goral Ehad" d'Ofra Haza, pour un album en son honneur. Le 28 janvier 2019, elle sort la chanson "Yishma-HaEl", qui décrit la période difficile qu'elle a connue après sa conversion.  

## Discographie

### Albums
- 2014: נסרין קדרי (Nasreen Qadri)
- 2016: בנאדיק (Calling you)
- 2018 לומדת ללכת (learning to walk)

### Chansons
- 2012: "נסרין אל תלך קליף"
- 2017: "באתי להחזיר לך"

#### Figurant dans
- "Sawah" (Offrir Nissim Remix)